# Abdullah bin Rashid Al Mualla II
Ne doit pas être confondu avec Abdullah bin Rashid Al Mualla.
Le cheikh Abdullah bin Rashid Al Mualla II a été le dirigeant d'Umm Al Quwain de 1922 à 1923, l'un des États de la Trêve qui constituent aujourd'hui les Émirats arabes unis (EAU). Son règne, bref, a été marqué par des craintes de coup d'État fomenté par ses oncles et s'est terminé brusquement en raison des intrigues de son cousin.

## Accession
Le cheikh Rashid bin Ahmad est décédé d'une pneumonie en août 1922. À ce moment-là, seules sa mère et les esclaves de la famille étaient présents, et ils ont rapidement envoyé un message à son fils aîné, Abdullah, pour l’informer du décès de son père. Abdullah, âgé de seulement 20 ans et se trouvant alors à Falaj Al Ali (aujourd'hui Falaj Al Mualla), s'est précipité à Umm Al Quwain pour sécuriser la maison et le cheikhdom, conscient que ses proches masculins — en particulier les frères de Rashid bin Ahmad, Ibrahim et Saeed — pourraient contester la succession.  
Abdullah envoya un messager à Mohammed Ali bin Huwaidan, chef de la puissante tribu bédouine des Bani Qitab (en), loyale à la maison Al Mualla. Mohammed Ali se rendit à Umm Al Quwain avec une force d’environ 100 hommes pour protéger la ville. Cette manœuvre stratégique dissuada Ibrahim bin Ahmad, qui resta à Falaj Al Ali, et poussa Saeed bin Ahmad à fuir vers Ras Al Khaimah. Un autre prétendant possible, Abdullah bin Saeed, marié à la fille de Rashid bin Ahmad, resta à Umm Al Quwain mais fut placé en résidence surveillée. Abdullah maintenait également une résidence à Ras Al Khaimah.
Abdullah bin Rashid refusa de permettre à ses oncles de revenir à Umm Al Quwain, mais Saeed bin Ahmad se rendit auprès de l'agent résident britannique pour se plaindre. Cet agent, Isa bin Abdel Latif, se rendit à Umm Al Quwain en octobre 1922 pour tenter de négocier avec Abdullah. Cependant, il trouva le jeune homme obstiné et méfiant à l’égard de ses proches. Abdel Latif nota également qu’Abdullah avait aliéné de nombreux membres de la famille dirigeante, tandis que de nombreux habitants de Umm Al Quwain se rendaient à Ajman pour rencontrer Saeed, qui s’y était exilé.  
En mars 1923, le résident politique britannique, Arthur Prescott Trevor, rencontra Saeed et fut convaincu par ses arguments, selon lesquels les Bani Qitab aggravaient les tensions et qu'il avait été spolié par Abdullah bin Rashid.  
L'agent britannique visita Umm Al Quwain en septembre 1923 et, trouvant Abdullah solidement installé comme dirigeant, lui fit signer l'engagement de respecter les traités avec les Britanniques. Abdel Latif exhorta Abdullah à se réconcilier avec sa famille, mais ce dernier refusa.  
En octobre 1923, Hamad bin Ibrahim, le cousin d'Abdullah, envoya un esclave de son foyer pour assassiner Abdullah. Immédiatement après les funérailles, Hamad bin Ibrahim Al Mualla déjoua la vigilance de la famille et des gardes, prit possession du palais gouvernemental et se proclama dirigeant.